# José Joaquín Bernal y García Pimentel
José Joaquín Bernal y García Pimentel (* 1925 in Mexiko-Stadt; † 16. Juni 1989 in Santo Domingo) war ein mexikanischer Botschafter.

## Leben
José Joaquín Bernal y García Pimentel war ein Sohn des Anthropologen Ignacio Bernal y García Pimentel.
José Joaquín Bernal y García Pimentel gehörte zu den ersten mexikanischen Botschaftern in Dakar und wurde am 16. August 1974 von Luis Echeverría Álvarez zum Botschafter bei der Obristen in Athen unter Dimitrios Ioannidis ernannt.
José Joaquín Bernal y García Pimentel nahm am 2. Oktober 1974 seinen Dienstsitz in Athen ein.
Am 4. Oktober 1974 ernannte die Regierung Luis Echeverría Álvarez, José Joaquín Bernal y García Pimentel zum Botschafter in der Nelkenrevolution in Lissabon.
Am 14. Juli 1980 wurde José Joaquín Bernal y García Pimentel von der Regierung José López Portillo zur Regierung von Ferdinand Marcos ernannt. Sein Dienstsitz war Manila, von wo er auch bei der Regierung von Lee Kuan Yew in Singapur akkreditiert war.
Laut Protokoll des mexikanischen Außenministeriums ist José Joaquín Bernal y García Pimentel am 16. Juni 1989 in Santo Domingo gestorben.
Das Wirken von José Joaquín Bernal y García Pimentel war 2005 Gegenstand einer Untersuchung des Acervo Histórico Diplomático, der Abteilung Geschichte im mexikanischen Außenministerium.
| Vorgänger                        | Amt                                                                                 | Nachfolger                          |
| -------------------------------- | ----------------------------------------------------------------------------------- | ----------------------------------- |
| Luis Jesús Weckmann Muñoz        | Mexikanischer Botschafter in Tel Aviv 12. Januar 1970 bis 1. März 1971              | Rosario Castellanos                 |
| José Luis Martínez Rodríguez     | Mexikanischer Botschafter in Athen 2. bis 4. Oktober 1974                           | Antonio Gómez Robledo               |
| Luis Gutiérrez Oropeza           | Mexikanischer Botschafter in Lissabon 13. November 1974 bis 9. März 1977            | Bernardo Reyes Morales              |
| Ernesto Madero Vázquez           | Mexikanischer Botschafter in Rabat 18. Oktober 1976 bis 25. Februar 1977            | José Carlos Manuel González Parrodi |
| Roque Antonio González Salazar   | Mexikanischer Botschafter in Buenos Aires 22. März 1977 bis 1. Oktober 1977         | Humberto Uribe Escandón             |
| Arturo López de Ortigosa Ruz     | Mexikanischer Botschafter in Prag 22. Mai 1978 bis 15. Juni 1979                    | Roberto Casellas Leal               |
| Mario Mirón Velázquez            | Mexikanischer Botschafter in Manila 14. August 1980 bis 20. Januar 1984             | Armando Cantú Medina                |
| Juan Manuel Ramírez Gómez        | Mexikanischer Botschafter in Kuala Lumpur 19. September 1982 bis 17. September 1985 | Guillermo Corona Muñoz              |
| Mario Mirón Velázquez            | Mexikanischer Botschafter in Singapur 7. Mai 1982 bis 17. September 1985            | Guillermo Corona Muñoz              |
| José de Jesús Humberto Lira Mora | Mexikanischer Botschafter in Santo Domingo 9. Juni 1989 bis 16. Juni 1989           | Luis Rubén García y Erdmann         |